# 切爾沃內波萊 (扎波羅熱州)

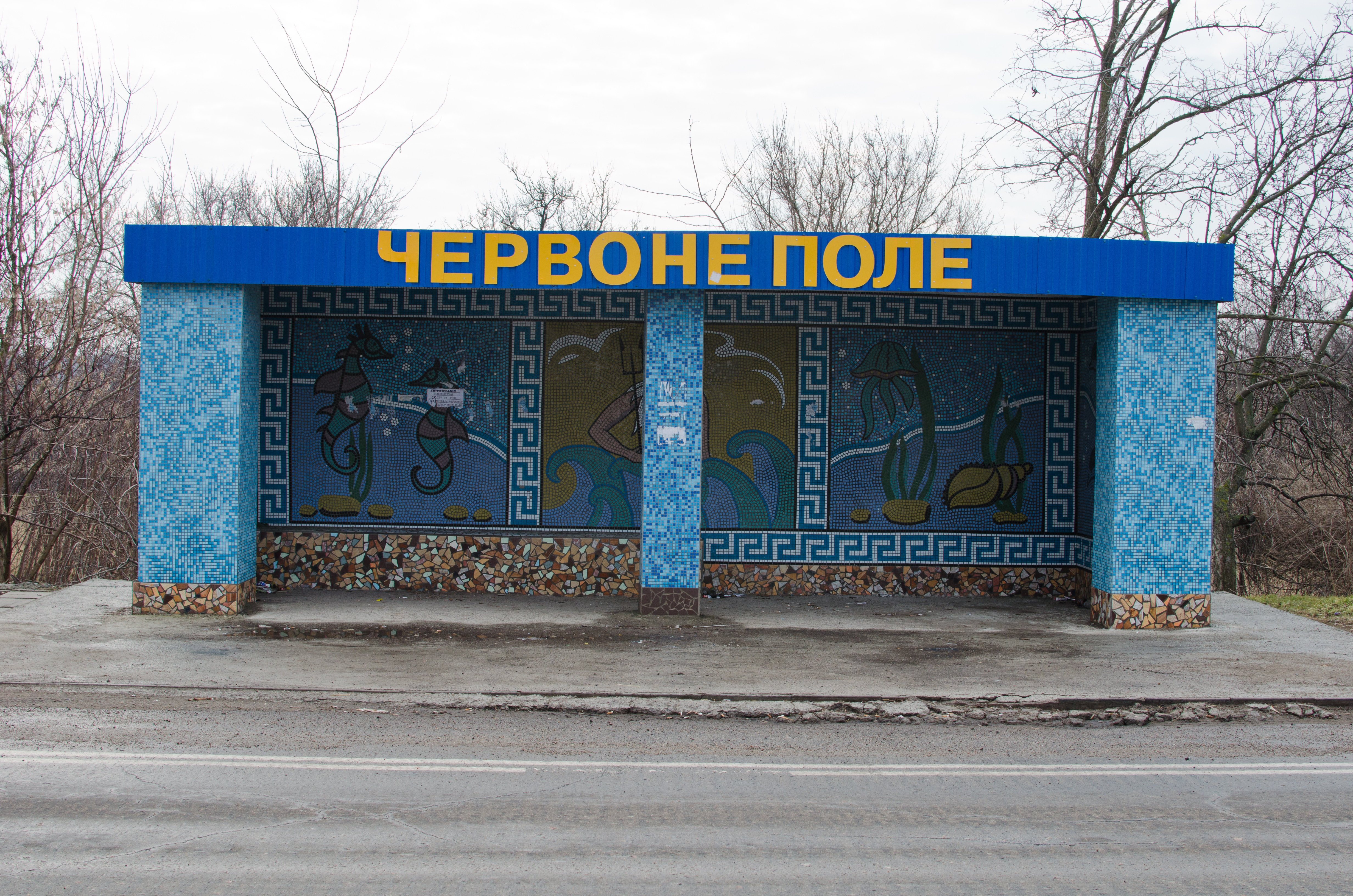
公交车站

47°1′2″N 37°3′57″E / 47.01722°N 37.06583°E
切爾沃內波萊是位於烏克蘭東南部的村莊，由扎波羅熱州別爾江斯克區的奧西片科市鎮負責管轄。該村處於澤萊納河畔，面積4.42平方公里，海拔高度46米，2001年人口1,224。